# هجوم 2014 على مسلمي سريلانكا
هجوم 2014 على مسلمي سريلانكا هي أعمال شغب دينية وعرقية وقعت في حزيران/يونيو من العام 2014 وذلك في جنوب غرب سري لانكا، حيث تعرض المسلمون وممتلكاتهم لهجوم من البوذيين السنهاليين في مجموعة من المدن أبرزها ألوثغاما، بيروالا ودارغا تاون في منطقة كالوتارا، وقد قُتل ما لا يقل عن أربعة أشخاص وجرح 80 آخرين، فيما تم تشريد المئات بعد الهجمات على المنازل والمحلات التجارية والمصانع والمساجد ودور الحضانة، حيث تُقدر الإحصائيات تشرد 10,000 شخص (8000 مسلم و 2,000 سنهالي) بسبب أعمال الشغب هذه، وقد تبعتها مسيرات من قبل بودو بالا سينا (بي بي اس)، وهي مجموعة بوذية متشددة، حيث تم إلقاء اللوم على البي بي اس على نطاق واسع للتحريض على أعمال الشغب لكنها نفت مسؤوليتها. وكانت وسائل الاعلام الرئيسية في سريلانكا قد رصدت الاخبار عن أعمال الشغب بعد أوامر من الحكومة السريلانكية.

## الخلفية التاريخية
منذ عام 2012 كان هناك عدد من الهجمات ضد الأقلية المسلمة في سري لانكا من قبل غالبية البوذيين، وقد شارك بودو بالا سينا (بي بي سي) في حملات مختلفة ضد المسلمين.
ادعى بوسون بويا (12 يونيو 2014) أن الراهب البوذي أياغاما ساميثا وسائقه اعتدوا عليه من قبل المسلمين في مدينة دارغا، حيث اقتحم غوغاء من معبد ساميثا جنبا إلى جنب مع الكاهن مركز شرطة ألوثغاما مطالبين باتخاذ إجراءات فورية. وألقي القبض على ثلاثة مسلمين واعتقلتهم المحاكم حتى 25 حزيران/يونيو 2014، في ذلك المساء نشأت حالة متوترة في ألوثغاما عندما بدأت مجموعة من البوذيين السنهاليين في الاحتجاج على الاعتداء المزعوم، لتتحول الاحتجاجات فيما بعد إلى عنف وبدأ الغوغاء رمي الحجارة على الشرطة ومهاجمة المحلات الإسلامية. وبالرغم من زيارة وزيرا الحكومة كومارا ويلغاما وروهيثا أبيغوناواردينا مكان الحادث لفرز الوضع إلا أن رشق الغوغاء بالحجارة لم يتوقف، مما أجبر الشرطة على استخدام الغاز المسيل للدموع ضد المتظاهرين وتم اعتقال ثلاثة اشخاص بسبب العنف.

وفي 15 حزيران/يونيو 2014، نظمت هيئة الإذاعة والتلفزيون مسيرات في ألوثغاما، وبيروالا، ودارغا تاون في مقاطعة كالوتارا، وفي كلمته أمام حشد من الهتافات في ألوثغاما، هدد زعيم حزب «بي بي إس» غالاغودا أثان غناناسارا قائلا: 

## أعمال الشغب
بعد مسيرتها قاد بي بي إس إلى بلدة دارغا وهم يرددون شعارات مناهضة للمسلمين، حيث بدأ السكان المحليون بإلقاء الحجارة على قافلة بي بي إس مما أدى إلى اندلاع اشتباكات عنيفة بين المجموعتين؛ وأفاد شهود عيان بأن منازل المسلمين ومساجدهم رجموا بالحجارة، وقد انسحب المسلمون من الحافلات واعتدوا عليهم بينما قام البوذيون بإلقاء زجاجات المولوتوف وحرق ونهب المحلات التجارية والمنازل الإسلامية. وأجبر السكان المسلمون على الفرار من منازلهم والتماس المأوى في المساجد والمراكز المجتمعية، وقد تواصلت أعمال الشغب لتشمل مدينة بيروفالا كذلك.
تم نشر أفراد من فرقة العمل الخاصة للسيطرة على الحالة، وقد فرضت الشرطة حظر تجول لأجل غير مسمى في ألوثغاما في الساعة 6:45 مساء في 15 يونيو 2014 وفي الساعة 8:00 مساء في بيروفالا. على الرغم من حظر التجول كان بعض أنصار البوذيين يحملون أسلحة ويتجولون في المنطقة، وقد ذكر سكان مسلمون أن حظر التجوال كان على المسلمين فقط، وطبقا للسكان المحليين فإن الشرطة لم تفعل شيئا لمساعدتهم، مما جعل بعضا منهم يتهمون الشرطة بمساعدة ال بي بي اس أو بالأحرى الانحياز لهم.
قُتل ثلاثة رجال كانوا يحاولون حماية مسجد ويليبيتيا في بلدة دارغا في الساعات الأولى من يوم 16 يونيو 2014 من قبل مجموعة كانت تسير في سيارة، وقد تم التعرف على الضحايا على أنهم من العمال وهم محمد شيراز (30 عاما)، ومحامي متجر محمد ساحوران، ثم محمد عمران.
كما أُصيب أكثر من 80 شخصا بجروح متفاوتة الخطورة، حيث تم نقل المصابين إلى عدة مستشفيات محلية، وتم نقل 36 شخصا من بينهم سبعة أصيبوا بالرصاص إلى مستشفى قاعدة كالوتارا، بينما تم نقل سبعة أشخاص آخرين من بينهم ضابط شرطة إلى مستشفى بيروالا. تشرد 10,000 شخص (8,000 مسلم و2،000 سنهالي) من جراء أعمال الشغب في المدارس والمساجد وغيرها من المرافق المجتمعية.
وتم تمديد حظر التجوال فيما بعد. وبحلول 16 حزيران/يونيو 2014، لم تحدث أي اعتقالات تتعلق بالعنف، بعد فشل الشرطة في استعادة النظام، تم نشر حوالي 50 من الأفراد العسكريين في ألوثغاما، بيروالا، دارغا تاون، ماغونا ويليبينا للحفاظ على النظام. وأغلقت المدارس المحلية في نفس اليوم.
وفي ليلة 16 يونيو من نفس السنة، انتشرت أعمال الشغب في ويليبينا حيث دمر غوغاء من 50 إلى 60 رجلا مسلحين بالبنادق وزجاجات مولوتوف وسكاكين 26 متجرا وتسعة منازل، وتم ضرب كاروبان سيفالينغام (58 عاما) وهو حارس تاميل غير مسلح حتى الموت، وأصيب عامل زراعي سنهالي بجراح خطيرة عندما داهمت إحدى الغوغاء مزرعة دجاج مملوكة للمسلمين في هيناغاما بالقرب من ويليبينا. وتم رفع حظر التجوال مؤقتا في الساعة 8:00 صباحا في 17 يونيو قبل إعادة فرضه في الساعة 12.00. وبحلول 17 يونيو تم نشر 000 10 من أفراد الشرطة وأفراد فرقة العمل الخاصة في المنطقة. ووفقا للشرطة، فقد تم اعتقال 41 شخصا بحلول يوم 17 يونيو، كما ارتفع عدد المعتقلين في وقت لاحق إلى 49. وبحلول 21 حزيران كان قد أُلقي القبض على 58 شخصا، أعيد 36 منهم في حين أُفرج عن بقية الأشخاص بكفالة الشرطة.

## آثار حادثة الشغب
زار الرئيس ماهيندا راجاباكسا، يرافقه وزير الحكومة ميرفن سيلفا، بيروالا في 18 يونيو 2014 للقاء ضحايا أعمال الشغب ووعد بإجراء تحقيق محايد، ووفقا للرئيس فإن الحكومة ستعيد بناء المنازل والأعمال التجارية التي دمرتها أعمال الشغب، كما أعلن الرئيس عبر وسائل التواصل الاجتماعي أنه سيعين فريقا رفيع المستوى للتحقيق في أعمال الشغب. وفي اجتماع عقد في بادولا في 21 يونيو ألقى راجاباكسا باللوم على «القوات الدولية» حيث اتهمها قائلا: 
 كما أمر بحملة ضد مجموعات الكراهية. فيما أدانت الرئيسة السابقة تشاندريكا كوماراتونجا وعدد من الوزراء البرلمانيين الآخرين الهجوم.
تم اختطاف الراهب البوذي المعتدل واتاريكا فيجيثا، الذي كان ينتقد ال بي بي إس، واُعتدي عليه في منطقة بانداراغاما في 19 يونيو 2014. وذكرت الشرطة في وقت لاحق أنها ستتخذ إجراءات ضد فيجيثا لإعطاء بيانات كاذبة، قائلا إن إصاباته كانت ذاتية. وفي وقت لاحق اتهمت الشرطة فيجيثا بتقديم ادعاءات كاذبة، وكان فيجيثا مهددا من قبل زعيم بي بي اس غالاغودا أثان غناناسارا في أبريل 2014. وكان قد اختبأ بعد محاولة الاعتداء.
أقامت الشركات الإسلامية في كولومبو والمنطقة الشرقية والمقاطعة الشمالية هارتال في 19 يونيو 2014 احتجاجا على أعمال الشغب. وخلافا للمخاوف لم يكن هناك عنف بعد صلاة جمعة في 20 يونيو 2014.
دمرت النيران متاجر الملابس التي يملكها المسلمين في بانادورا في الساعات الأولى من يوم 21 يونيو/حزيران، مما تسبب في أضرار قدرها 400 مليون روبية. وأفاد شهود عيان أنهم شاهدوا القنبلة البخارية التي ألقيت في المخزن، وانتشرت في وقت لاحق من نفس اليوم أفراد الشرطة وأفراد فرقة العمل الخاصة في المنطقة.
أعيد فتح المدارس بعد حالات الشغب وذلك في يوم 23 يونيو، إلا أن الهجمات المتفرقة اسمرت خاصة ضد الأهداف الإسلامية في الأيام التي تلت أعمال الشغب.

## تداعيات الحملة
أصدر الرئيس راجاباكسا، الذي كان في بوليفيا لقمة مجموعة ال 77، بيانات عن طريق وسائط التواصل الاجتماعي تحث على ضبط النفس ووعد بإجراء تحقيق، ثم حثت الحكومة وسائل الإعلام على عدم نشر أخبار عن أعمال الشغب التي يمكن أن تسبب «التنافر» بين الجماعات الدينية في البلاد. ونتيجة لذلك، كان هناك تعتيم افتراضي عن العنف في وسائل الإعلام الرئيسية في سري لانكا.
دعا رؤوف حكيم وزير العدل وزعيم المؤتمر الإسلامي في سريلانكا إلى «إجراء تحقيق مستقل وشفاف» في أعمال الشغب التي من شأنها أن تقدم إلى العدالة ليس فقط المسؤولين عن العنف ولكن أيضا أولئك الذين يسمح لهم أو يشجعون الحماسة الدينية، واتهم ريساد بادهيوثين وزير الصناعة والتجارة وزعيم مؤتمر سيلان الإسلامي بالتحريض على التوترات العرقية، ودعوا الحكومة إلى حظر ال بي بي اس واتخاذ إجراءات قانونية ضد زعيمها غناناسارا. فيما دعا فاسوديفا نانايكارا، وزير اللغات الوطنية والإدماج الاجتماعي وزعيم جبهة اليسار الديمقراطي إلى اعتقال زعيم الحزب غناناسارا وأعضاء آخرين في البي البي إس لتحريضهم على توترات عنصرية أدت إلى أعمال الشغب. إلا أن تشامبيكا راناواكا، وزير التكنولوجيا والبحوث والطاقة الذرية والعضو البارز في جاثيكا هيلا أورومايا، ألقا باللوم على المتطرفين المسلمين واتهم الولايات المتحدة برعاية طالبان في سري لانكا. وانتقد راجاباكسا الوزراء الذين انتقدوا رد الحكومة والشرطة.
أدان الحزب الوطني الموحد المعارض الرئيسي أعمال الشغب وألقى بالملامة على التحالف الحاكم لتحرير الشعب، وقد توجه النائب مانبا الا سامارويرا، الناقد الصريح لحكومة راجاباكسا، إلى اسم ثلاثة من كبار ضباط المخابرات العسكرية - الجنرال كابيلا هنداويثارانا مستشار وزارة الدفاع، والعقيد سوريش سالي، ونائب المفتش العام شاندرا واكيشتا دائرة الاستخبارات الحكومية) - الذي اتهم بالتحريض على العنف. كما أدان الزعماء الدينيون وجماعات المجتمع المدني أعمال العنف.
أعرب الأمين العام للأمم المتحدة بان كي مون عن قلقه إزاء العنف الطائفي وحث الحكومة على ضمان سلامة جميع السريلانكيين، وأصدرت مفوضة الأمم المتحدة السامية لحقوق الإنسان نافي بيلاي بيانا في 16 يونيو بيانا أعربت فيه عن قلقها إزاء أعمال الشغب وحثت الحكومة على وقف العنف وخطاب الكراهية واعتقال مرتكبيها. كما أصدر وفد الاتحاد الأوروبي في كولومبو، بدعم من السفارات النرويجية والسويسرية والتركية، بيانا في 20 يونيو يدين فيه العنف ويحث الحكومة على التمسك بسيادة القانون. وأعرب الأمين العام لمنظمة التعاون الإسلامي إياد بن أمين مدني عن قلقه الشديد إزاء العنف ضد المسلمين، ولاحظ اتجاها متصاعدا للعنف من جانب المتطرفين.
كما أصدرت السفارة الأمريكية في كولومبو بيانا في 16 يونيو يدين العنف ويحث الحكومة على استعادة النظام وتقديم الجناة إلى العدالة. وفي اليوم التالي قال المتحدث باسم وزارة الخارجية الأمريكية جين بساكي أن الولايات المتحدة أدانت العنف وألقت باللوم عليها في «الخطاب التحريضي» الأخير. وأصدر سفير كندا للحرية الدينية أندرو بي بينيت بيانا في 16 يونيو يدين العنف الطائفي ضد المسلمين ويدعو إلى إجراء تحقيق سريع وشفاف في العنف.
وحثت منظمة العفو الدولية الحكومة على اتخاذ إجراءات لإنهاء العنف فورا، وكبح الجماعات التي تستهدف الأقليات الدينية، وحماية المسلمين، ومحاسبة المسؤولين عن العنف. فيما حثت هيومن رايتس ووتش الحكومة على إجراء تحقيق عاجل في أعمال العنف، وتحديد المسؤولين عن الهجمات على المسلمين والتحقيق معهم.